# 印度獨立日

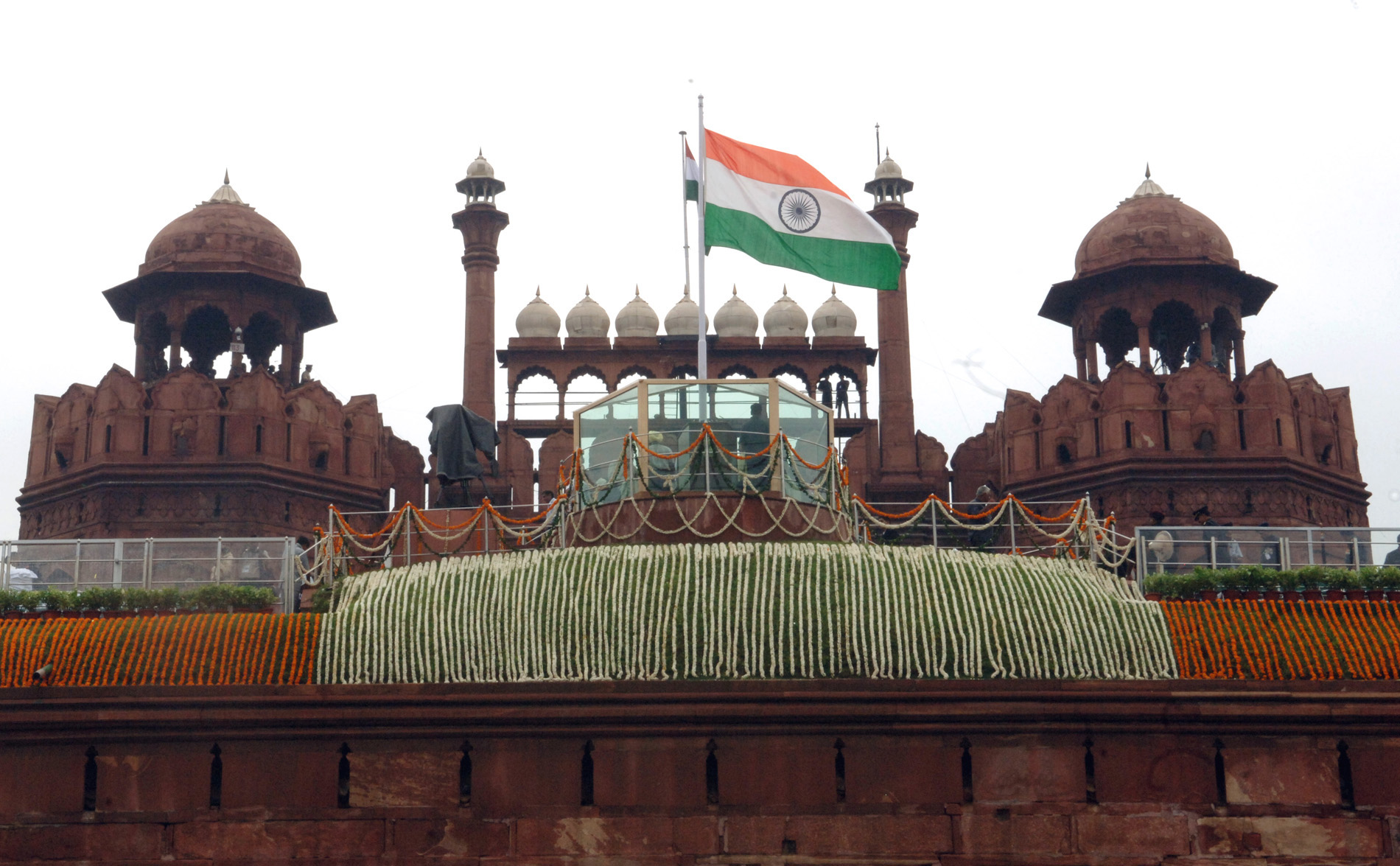
印度獨立日

印度獨立日是印度为庆祝1947年摆脱英国统治并成为主權国家而设立的节日，日期定在每年8月15日。独立日是印度的国定假日。庆祝活动的主会场为印度首都新德里，届时印度总理会在红堡举行升国旗仪式，并发表全国电视讲话。